# Boomerang (canal de televisión)
Boomerang es un canal de televisión por suscripción estadounidense que se especializa en emitir programación clásica y contemporánea de la biblioteca audiovisual de Warner Bros. Discovery, incluyendo a los Looney Tunes, Tom y Jerry y Scooby-Doo, junto con repeticiones de series en producción del canal hermano Cartoon Network, en los que se incluía a Sonic Boom y The Powerpuff Girls. Es propiedad de Warner Bros. Discovery y operado por medio de Warner Bros. Entertainment.
Lanzado en 1992 a nivel internacional y en el 2000 en los Estados Unidos, Boomerang fue al principio un bloque de programación y una extensión de Cartoon Network. Al final, este bloque se separó y se convirtió en un canal independiente con su propia identidad gráfica, con la misma marca comercial y similitud hacia Cartoon Network. Poseía un horario de programación fluido e improvisado de bloques de programación y series de televisión —ambas de índole temporal—, con una programación ininterrumpida sin cortes comerciales.
Hasta febrero de 2015, cerca de 43.6 millones de hogares (37.5% de aquellas con, al menos, un equipo de televisión) pueden sintonizar el canal. A partir de noviembre de 2023 , Boomerang está disponible para aproximadamente 26 millones de hogares con televisión de pago en los Estados Unidos, una cifra menor a la de su pico de 47 millones de hogares en 2019.

## Historia
El canal inició como un bloque de programación en el canal Cartoon Network, siendo una sección distanciada donde se emitían los clásicos de Cartoon Network que ya no se emitían debido al ingreso de nuevos dibujos animados, principalmente los de Hanna-Barbera. Luego en el 2000, se separó de Cartoon Network, convirtiéndose en una señal de televisión dedicada a cumplir su objetivo general desde que nació como un bloque, que era transmitir las antiguas caricaturas que ya no tenían un espacio en la programación de Cartoon Network junto a su hermano TNT. Existen versiones en Estados Unidos, Reino Unido, Alemania, Francia, Portugal, Asia, Australia y otros países. 
Como Cartoon Network estaba restando importancia a su programación de archivo en favor de series originales más nuevas, Turner lanzó el canal de cable Boomerang el 1 de abril de 2000.

### Relanzamiento
El 4 de febrero de 2014, Turner anunció que Boomerang se convertiría en una red semi-anuncio-apoyado con los Upfronts 2014 y ver la distribución internacional adicional, y será ahora un canal dirigido a toda la familia, a finales de 2014, estrenó su nueva identidad visual, siendo la primera de ellas, Latinoamérica, que estrenó primero su nuevo logo e imagen el 28 de septiembre de 2014, seguido por Australia, que estrenó nueva imagen el 3 de noviembre del mismo año.

Variación del primer logotipo de Boomerang fue utilizado desde abril de 2000 hasta enero de 2015.

El 19 de enero de 2015, la versión estadounidense de Boomerang se relanzó como parte de un esfuerzo global del cambio de marca y ofrecerá programación original por primera vez; el canal relanzado seguirá haciendo hincapié en su programación de archivo pero con un mucho mayor énfasis en las marcas más populares del archivo y de una manera explícita, amable y familiar enfoque, con la esperanza de que Boomerang puede convertirse en un "segundo canal insignia" a la par de Cartoon Network.
El 7 de marzo de 2017, Boomerang anunció el lanzamiento de su servicio de streaming SVOD. El servicio ofrecería más de 5000 títulos de Hanna-Barbera y Warner Bros. , además de programación original exclusiva.
El 13 de noviembre de 2018, Boomerang lanzó un canal en el servicio de transmisión VRV. Ese mismo año, la 3.ª edición anual de los Shorty Social Good Awards nominó a Boomerang y a la Captain Planet Foundation como Mejor en Entretenimiento.
En agosto de 2024, Warner Bros. Discovery anunció que cerraría el servicio independiente Boomerang el 30 de septiembre. El contenido seleccionado de la aplicación se trasladó al servicio de transmisión Max y los suscriptores restantes de Boomerang se convirtieron al plan sin publicidad de la aplicación.

## Logotipo

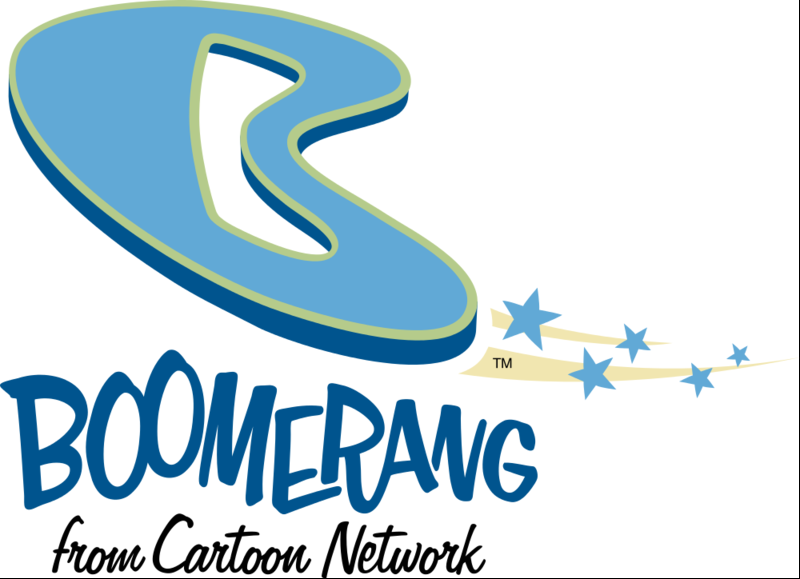
2000-2014
Desde 2014